# Fers (sculpture)
Fers est une œuvre de l'artiste français Driss Sans-Arcidet. Créée en 2009, il s'agit d'une sculpture en hommage au général Dumas, située à Paris, en France.

## Description
L'œuvre est une sculpture monumentale en fer rouillé, composée de deux éléments. Chacun des éléments représente un fer d'esclave,  circulaire, haut 5 m et lourd de 5 t.
L'un des fers est ouvert et possède quelques maillons de chaîne attachés à la terre ; le deuxième est fermé, sa chaîne s'élevant vers le ciel. Ils symbolisent la vie du général Dumas : le premier représente sa condition de naissance comme fils d'esclave, le deuxième comme général de Napoléon Ier.

## Localisation
L'œuvre est située sur la place du Général-Catroux dans le 17e arrondissement de Paris, dans le Jardin Solitude.

## Commande
L'œuvre est une commande de la ville de Paris destinée à rendre hommage à Thomas Alexandre Dumas. Elle est inaugurée en 2009.

## Artiste
Driss Sans-Arcidet (né en 1960), également connu sous son pseudonyme de Musée Khômbol, est un artiste français.